# La Vie d'un homme (film, 1937)
Pour plus de détails, voir Fiche technique et Distribution.
La Vie d'un homme est un film documentaire français réalisé par Jean-Paul Le Chanois et sorti en 1937.

## Synopsis
Portrait de Paul Vaillant-Couturier, homme politique, maire de Villejuif et rédacteur en chef de L'Humanité jusqu'à sa mort en octobre 1937.

## Fiche technique
- Titre : La Vie d'un homme
- Réalisation : Jean-Paul Le Chanois[1]
- Photographie : Jacques Lemare, Jean Isnard, Maillols, Verdier
- Montage : Laura Séjour
- Musique : Georges Auric, Arthur Honegger, Henri Sauveplane
- Décors : André Barsacq
- Pays de production :  France
- Genre : Film documentaire, Film biographique, Film de propagande, Film politique
- Durée : 42 minutes
- Date de sortie : décembre 1937[2],[3]